# Egil Hjorth-Jenssen
Egil Hjorth-Jenssen (Fredrikshald, 18 de abril de 1893 - 8 de noviembre de 1969) fue un actor noruego, director de teatro, dramaturgo, escritor infantil y traductor.

## Vida personal
Hjorth-Jenssen nació en Fredrikshald (actualmente Halden), hijo del editor Gunnar Olaves Jenssen (1843–1924) y Anna Marie Cecilie Hjorth (1867–1929). Se casó con Rachel Råby (1900–1958) en 1921.

## Carrera
Debutó en el escenario en 1914 en el Stavanger Teater. Trabajó en el Trondhjems Teater de 1916 a 1919, luego en Chat Noir de 1919 a 1921, y nuevamente en el Trondhjems Teater de 1921 a 1925. Más tarde actuó en varios teatros de Oslo como el Centralteatret, Det Nye Teater, Søilen Teater y el Carl Johan Theater, incluyendo el Nationaltheatret de 1934 a 1937. Fue presidente de la Asociación de Actores de Noruega de 1932 a 1939, y director teatral de Den Nationale Scene en Bergen de 1939 a 1946. De 1948 a 1950 fue director artístico del Det Gamle Teater.
Hjorth-Jenssen también actuó en películas como Den glade enke i Trangvik (1927), Bussen (1961), Musikanter (1967), De ukjentes marked (1968) y Brent jord (1969). Escribió libros infantiles como Fire fra middelskolen (1932) y Bilbandittene og de fire fra middelskolen (1933), y dos obras de teatro. Tradujo al noruego obras como Las aventuras de Tom Sawyer y Las aventuras de Huckleberry Finn. En 1948 escribió la historia de cincuenta años de la Asociación de Actores de Noruega y fue nombrado miembro honorario en 1964. Falleció en noviembre de 1969 en Bærum.

## Obras
Obras en las participo como director, actor, escritor y guionista.

### Director de teatro/director artístico
- 1939-1946: Den Nationale Scene, Bergen
- 1948-1950: Det Gamle Teater, Oslo

Actor
- 1934 - Straamand en Kærlighedens komedie de Henrik Ibsen - Nationaltheatret, Oslo
- 1949 - Snekker Engstrand en Gengangere de Henrik Ibsen - Det Gamle Teater, Oslo
- 1951 - Revista: Klin Toki - Edderkoppen, Oslo

### Cine/televisión/radio
Escritor
- 1950 - Kari, Mari y el Príncipe (radioteatro)

Guionista
- 1948 - Vi seiler (documental, dirección: Toralf Sandø)

Actor
- 1927 - Den glade enke i Trangvik
- 1927 - Troll-elgen
- 1928 - Café X
- 1932 - Prinsessen som ingen kunne målbinde
- 1933 - Opp med hodet
- 1933 - Vi som går kjøkkenveien
- 1947 - Sankt Hans Fest
- 1948 - Den hemmelighetsfulle leiligheten
- 1951 - Skadeskutt
- 1951 - Ukjent mann
- 1953 - Ung frue forsvunnet
- 1954 - Aldri annet enn bråk
- 1954 - Det brenner i natt!
- 1954 - Heksenetter
- 1956 - Gylne ungdom
- 1958 - Bustenskjold
- 1958 - Lån meg din kone
- 1959 - Herren og hans tjenere
- 1959 - Jakten
- 1959 - Ugler i mosen
- 1959 - Ung flukt
- 1960 - Millionær for en aften
- 1960 - Omringet
- 1960 - Petter fra Ruskøy
- 1960 - Ungen (TV-film)
- 1960 - Venner
- 1961 - Bussen
- 1961 - Hans Nielsen Hauge
- 1961 - Oss atomforskere i mellom
- 1961 - Sønner av Norge
- 1962 - Operasjon Løvsprett
- 1963 - Freske fraspark
- 1963 - Læraren
- 1963 - Onkel Vanja
- 1963 - Vildanden
- 1964 - Alle tiders kupp
- 1965 - Den store barnedåpen (TV-film)
- 1965 - Smeltedigelen
- 1966 - Nederlaget (TV-film)
- 1966 - Kontorsjef Tangen (TV-film)
- 1966 - Sult
- 1967 - Musikanter
- 1968 - De ukjentes marked
- 1968 - Rommet (TV-film)
- 1969 - Brent jord
- 1969 - Himmel og helvete
- 1970 - Skal vi leke gjemsel?

Traductor
- 1930 – Mark Twain: «Las aventuras de Huck Finn», Oslo, Aschehoug
- 1931 – Carit Etlar: «El jefe de los gyonge», Oslo, Aschehoug
- 1935 – Gunnar Widegren: «Raggen, eso soy yo», Oslo, Aschehoug
- 1950 – James Hadley Chase: «La justa revolver»
- 1957 – Earl Stanley Gardner: «El misterio de Honolulu», Oslo, Zenith

Escritor
- 1928 – Cuando uno debe actuar en comedia amateur: consejos y sugerencias, Oslo, Aschehoug
- 1929 – Humor 1929, Oslo, Aschehoug (contribución)
- 1931 – El candidato: comedia amateur noruega en dos actos, Oslo, Damm
- 1932 – Cuatro del bachillerato, Oslo (infantil/juvenil)
- 1933 – Los bandidos de los coches y los cuatro del bachillerato, Oslo, Aschehoug (infantil/juvenil)
- 1948 – La Asociación Noruega de Actores a través de 50 años 1898-1948, Oslo, Gyldendal